# Landsat 8

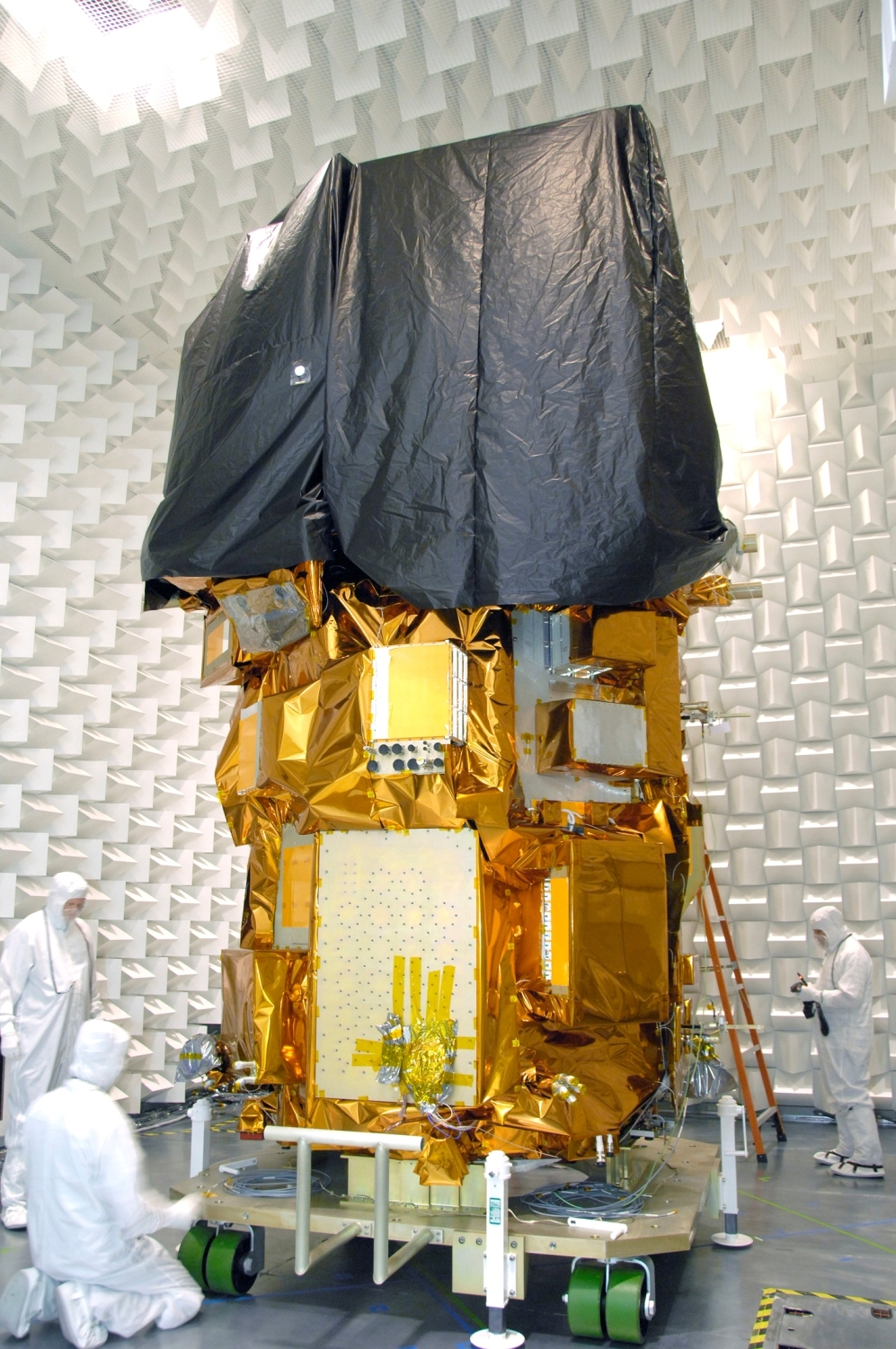
Landsat Data Continuity Mission durante a fase de testes.

O Landsat 8 (também chamado de Landsat Data Continuity Mission) é um satélite estadunidense de observação da terra. É o oitavo da série de satélites do Programa Landsat e o sétimo a alcançar com sucesso a órbita terrestre. O satélite foi construído pela Orbital Sciences Corporation que serviu como contratante principal para a missão. Os instrumentos do satélite foram construídos pela Ball Aerospace e pelo NASA Goddard Space Flight Center e seu lançamento foi contratado para a United Launch Alliance. 
Foi lançado em 11 de fevereiro de 2013. Durante os primeiros cerca de 100 dias em órbita, o LDCM passou por check-out e verificação pela NASA. 
Uma vez completo, o LDCM foi entregue ao USGS e oficialmente renomeado Landsat 8.
O Landsat 8 envia imagens com mais detalhes, cores mais reais e pormenores mais definidos. O satélite tira duas vezes mais fotografias diárias que o antigo satélite usado pela Google, o Landsat 7, para além de ter uma qualidade, rapidez, detalhe e área cobertura inigualáveis.